# Spermophora luzonica
Spermophora luzonica is een spinnensoort uit de familie trilspinnen (Pholcidae). De soort komt voor in de Filipijnen. 